# Фроде Серенсен (велогонщик)
Фроде Серенсен (дан. Frode Sørensen, 8 лютого 1912 — 1 серпня 1980) — данський велогонщик.
Срібний призер Олімпійських Ігор 1932 року в командній шосейній гонці.
Срібний призер Чемпіонату світу з велоперегонів на шосе 1937 року в аматорській груповій шосейній гонці.